# Lestes viridulus
Lestes viridulus е вид водно конче от семейство Lestidae. Видът не е застрашен от изчезване.

## Разпространение
Разпространен е в Бангладеш, Индия (Бихар, Мадхя Прадеш, Махаращра, Пенджаб, Утар Прадеш, Утаракханд, Химачал Прадеш и Чандигарх) и Тайланд.